# دهستان چین
دهستان چین نام دهستانی در بخش لوداب شهرستان بویراحمد، استان کهگیلویه و بویراحمد در ایران است. براساس سرشماری مرکز آمار ایران در سال ۱۳۸۵، جمعیت آن 1241 نفر (201 خانوار) بوده‌است.